# SONET
Synchronous Optical Network (SONET) és un estàndard de telecomunicacions per al transport en xarxes de fibra òptica.

## Orígens
La decisió de la creació de SONET va ser presa el 1984 per l'ECSA (Exchange Carriers Standard Association) als Estats Units per a possibilitar la connexió normalitzada dels sistemes de fibra òptica entre si, encara que aquests fossin de fabricants diferents. En les últimes etapes del desenvolupament de SONET, també hi va participar el CCITT (Comité Consultiu Internacional Telefònic i Telegràfic), antecessor de l'actual UIT-T, de la UIT (Unió Internacional de Telecomunicacions) perquè es pogués desenvolupar una norma que donés la possibilitat d'interconnectar mitjançant fibra les xarxes telefòniques a nivell mundial.

D'aquesta etapa parteix el desenvolupament de la denominada Jerarquia Digital Síncrona, coneguda popularment com a SDH (Synchronous Digital Hierarchy). A finals dels 90, es va estimar que els estàndards SONET/SDH podrien proporcionar les infraestructures de transport per a la xarxa mundial de telecomunicacions per a les següents dues o tres dècades.

Tot i que tenen punts en comú, l'estàndard SONET pràcticament només és aplicat als Estats Units i el Canadà mentre que l'SDH s'aplica a la resta del món.

## Senyal bàsic i elements de la xarxa SONET

### El senyal bàsic de SONET
SONET defineix una tecnologia per a transportar molts senyals de diferents capacitats a través d'una jerarquia òptica síncrona i flexible. Això s'aconsegueix mitjançant d'un esquema de multiplexat per interpolació de bytes. La interpolació de bytes simplifica la multiplexació i ofereix una administració de la xarxa extrem a extrem.

El primer pas en el procés de la multiplexació de SONET implica la generació dels senyals del nivell inferior de l'estructura de multiplexació. En SONET el senyal bàsic és conegut com a senyal de nivell 1 o també STS-1 (Synchronous Transport Signal level 1). Està format per un conjunt de 810 bytes distribuïts en 9 files de 90 bytes. Aquest conjunt és transmès cada 125 μs, corresponents a la velocitat del canal telefònic bàsic de 64 kbps, la qual cosa implica que la taxa d'informació del senyal STS-1 és de 51,84 Mbps.
Figura 1.- Estructura de trama del senyal STS-1
Els senyals de nivells superiors estan formats per la multiplexació de diversos senyals de nivell 1 (STS-1), creant una família de senyals STS-N, on la N indica el nombre de senyals de nivell 1 que el componen. En la Taula 1 s'indiquen les denominacions dels senyals elèctrics i portadors òptics, així com les seves velocitats i els punts de coincidència amb els de la Jerarquia Digital Síncrona.
| Senyal elèctric | Portadora òptica | Velocitat binària (Mbps) | Equivalència SDH |
| --------------- | ---------------- | ------------------------ | ---------------- |
| STS-1           | OC-1             | 51,84                    | -                |
| STS-3           | OC-3             | 155,52                   | STM-1            |
| STS-9           | OC-9             | 466,56                   | -                |
| STS-12          | OC-12            | 622,08                   | STM-4            |
| STS-18          | OC-18            | 933,12                   | -                |
| STS-24          | OC-24            | 1244,16                  | -                |
| STS-36          | OC-36            | 1866,24                  | -                |
| STS-48          | OC-48            | 2488,32                  | STM-16           |
| STS-96          | OC-96            | 4976,64                  | -                |
| STS-192         | OC-192           | 9953,28                  | STM-64           |
| STS-256         | OC-256           | 13271,04                 | -                |
| STS-384         | OC-384           | 19906,56                 | -                |
| STS-768         | OC-786           | 39813,12                 | STM-256          |
| STS-1536        | OC-1536          | 79626,24                 | -                |
| STS-3072        | OC-3072          | 159252,48                | -                |

### Elements de la Xarxa SONET
1.- Multiplexor terminal
Aquest és l'element que actua com a concentrador dels senyals DS-1 (1,544 Mbps) tributaris així com d'altres senyals derivats d'aquest i realitza la transformació del senyal elèctric en òptic i viceversa.
Dos multiplexors terminals units per una fibra amb un regenerador intermedi, o sense, conformen l'enllaç SONET més simple possible.
2.- Regenerador
Es necessita un regenerador quan la distància que separa a dos multiplexors terminals és molt gran i el senyal òptic que es rep és molt baix.
El rellotge del regenerador s'apaga quan es rep el senyal i a més a més el regenerador reemplaça part de la capçalera de la trama del senyal abans de retransmetre'l. La informació de trànsit que es troba a la trama no és alterada.
3.- Multiplexor Add/Drop (ADM)
El multiplexor d'extracció-inserció (ADM) permet extreure en un punt intermedi d'una ruta part del trànsit cursat i, al mateix temps, injectar un mou trànsit des d'aquest punt. En els punts on tinguem un ADM, només aquells senyals que necessitem seran descarregats o inserits al flux principal de dades. La resta de senyals, als quals no s'hi vol accedir, seguiran a través de la xarxa.
Encara que els elements de la xarxa són compatibles amb el nivel OC-N, hi poden haver diferències en el futur entre diferents venedors de diferents elements. SONET no restringeix la fabricació dels elements de la xarxa. Per exemple, un venedor pot oferir un ADM amb accés únicament a senyals DS-1, i un altre pot oferir accés simultani a senyals DS-1 (1,544 Mbps) i DS-3 (44,736 Mbps).

## Configuració de la xarxa SONET
1.- Punt a punt
La configuració de la xarxa punt a punt està formada per dos multiplexors terminals, units per mitjà d'una fibra òptica, en els extrems de la connexió i amb la possibilitat d'un regenerador en mig de l'enllaç si fes falta.
En un futur les connexions punt a punt travessaran la xarxa en la seva totalitat i sempre s'originaran i acabaran en un multiplexor.
2.- Punt a multipunt
Una arquitectura punt a multipunt inclou elements de la xarxa ADM al llarg del seu recorregut. L'ADM és l'únic element de la xarxa especialment dissenyat per a aquesta tasca. Amb això s'eviten les incòmodes arquitectures de xarxa de demultiplexat, connectors en creu (cross-connect), i després tornar a multiplexar. Es col·loca l'ADM al llarg de l'enllaç per a facilitar l'accés als canals en els punts intermedis de la xarxa.
3.- Xarxa Hub
L'arquitectura de xarxa hub està preparada per als creixements inesperats i els canvis produïts en la xarxa d'una forma més senzilla que les xarxes punt a punt. Un hub concentra el trànsit en un punt central i distribueix els senyals a diversos circuits.
4.- Arquitectura en anell
L'element principal en una arquitectura d'anell (Figura 2) és l'ADM. Es poden col·locar diversos ADM en una configuració en anell per a trànsit bidireccional o unidireccional. El principal avantatge de la topologia en anell és la seva seguretat; si un cable de fibra es trenca o es talla, els multiplexors tenen la intel·ligència necessària per a desviar el trànsit a través d'altres nodes de l'anell sense cap interrupció.
La demanda de serveis de seguretat, diversitat de rutes en les instal·lacions de fibra, flexibilitat per a canviar serveis per a alternar els nodes, així com la restauració automàtica en pocs segons, han fet de l'arquitectura d'anell una topologia molt popular en SONET.
Figura 2.- Arquitectura en anell

## Beneficis de la Xarxa SONET
La clau de SONET és que permet interfícies amb fonts asíncrones pel que els equips existents poden ser substituïts o suportats per la xarxa SONET. D'aquesta forma les transicions es poden realitzar gradualment.
Així podem veure els avantatges que presenta l'arquitectura SONET davant d'altres sistemes:
- La creixent flexibilitat de configuració i la disponibilitat d'amplada de banda de SONET proporciona significatius avantatges davant d'altres sistemes de telecomunicacions més antics.
- Reducció dels equips necessaris per a la multiplexació i l'extracció-inserció de trànsit en punts intermedis de les grans rutes.
- Augment de la fiabilitat de la xarxa, a conseqüència del menor nombre d'equips implicats en les connexions.
- Proporciona bytes de capçalera que faciliten l'administració dels bytes d'informació i el manteniment dels propis equips.
- Definició d'un format síncron de multiplexació per al transport de senyals digitals de la Jerarquia Digital Plesiòcrona o PDH, en els seus diversos nivells (com DS-1, DS-3) i una estructura síncrona que simplifica enormement la interfície dels commutadors digitals, així com els connectors i els multiplexors.
- L'existència d'una gran gamma d'estàndards genèrics que permetin la interconnexió de productes de diferents fabricants.
- La definició d'una arquitectura flexible capaç d'incorporar futures aplicacions, amb una gran varietat de velocitats de transmissió.